# Эве (народ)

Флаг эве

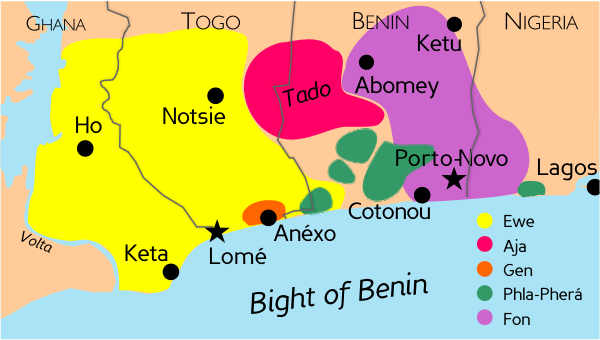
Распространение языка эве (жёлтый)

Эве (самоназвание: эвегбе) — народ, родственный народам фон, га, уачи и аджа. Населяет юго-восточные районы Ганы, южные районы Того и Бенина. Численность — более 3 миллионов человек (2003). Язык относится к семье ква нигеро-конголезской макросемьи. Среди эве распространены древние верования (культ сил природы, культ предков), часть исповедует суннитский ислам и христианство. До европейской колонизации XIX века у эве высокого развития достигли земледелие, ремёсла, торговля, искусство, фольклор. Основные традиционное занятие — ручное земледелие (кукуруза, ямс, маниок, батат; на экспорт идут какао, продукция масличной пальмы, хлопок). Для традиционной социальной организации характерны большесемейные общины.